# Boganovići
Boganovići (en cyrillique : Богановићи) est un village de Bosnie-Herzégovine. Il est situé dans la municipalité d'Olovo, dans le canton de Zenica-Doboj et dans la fédération de Bosnie-et-Herzégovine. Selon les premiers résultats du recensement bosnien de 2013, il compte 216 habitants.

## Géographie
Le village est situé au nord-ouest d'Olovo.

## Histoire
Sur le territoire du village se trouve la nécropole de Navitak qui abrite 37 stećci, un type particulier de tombes médiévales ; cet ensemble est inscrit sur la liste des monuments nationaux de Bosnie-Herzégovine.

## Démographie

### Évolution historique de la population
| 1948 | 1953 | 1961 | 1971 | 1981 | 1991 | 2013 |
| ---- | ---- | ---- | ---- | ---- | ---- | ---- |
| -    | -    | 238  | 285  | 286  | 315  | 216  |

|  |